# 1991-es jugoszláv hadjárat Horvátországban
Az 1991-es jugoszláv hadjárat Horvátországban a Jugoszláv Néphadsereg (JNA), a Jugoszláv Haditengerészet és a Jugoszláv Légierő, valamint a Horvát Nemzeti Gárda (ZNG), és a Horvát Hadsereg (HV) összecsapása volt a horvátországi háború során. A JNA-t eredetileg Jugoszlávia megőrzése érdekében vetették be Horvátországban, és az eredeti terv Horvátország katonai megszállására és az 1990-ben megválasztott horvát vezetés leváltására irányult. A JNA beavatkozása kezdetben a horvát területvédelem fegyvereinek elkobzásában és az 1990 augusztusában kitört horvátországi szerb lázadásban való részvétellel nyilvánult meg. Ettől kezdve a JNA-t gyakran vetették be azzal a céllal, hogy ütközőzónát képezzenek a felkelők, illetve a ZNG és a horvát rendőrség között. Ezek a JNA ütközőzónák gyakran valójában a felkelők területszerzését biztosították, és egyre ellenségesebb viszonyhoz vezettek a JNA és Horvátország között. A JNA haditervét nem sokkal a hadjárat kezdete előtt módosították, belefoglalva a ZNG által ostromlott JNA laktanyák felmentését. A JNA számos létesítményének ostroma és ezt követő elfoglalása lehetővé tette Horvátországnak, hogy korábban a megszerzett fegyverzettel gyengén felszerelt hadseregét felfegyverezze és újoncokat szereljen fel.
A hadjárat gyakorlatilag 1991. szeptember 20-án indult, bár már korábban is sor került kisebb támadó akciókra. A hónap végére azonban a behívottak alacsony szerbiai létszáma miatt komoly késedelmet és létszámhiányt szenvedett. Október elején az eredeti hadicélok csökkentek, mivel Slobodan Milošević szerb elnök és szövetségesei nagyobb ellenőrzést szereztek a JNA felett. Ezt követően a hadjárat céljait újradefiniálták, hogy megakadályozzák a horvát kormány hozzáférését Horvátország azon részeihez, ahol jelentős szerb lakosság él, és megvédjék a horvátországi szerbeket. A hadjárat november végén és december elején a vukovári csatával és Dubrovnik ostromával tetőzött. A korlátozott horvát ellentámadás és a HV fejlődése a csatatéren hamarosan holtponthoz vezetett.
A stratégiai helyzet lehetővé tette az ENSZ békefenntartói által felügyelt tűzszünetet, vagyis a Vance-terv kidolgozását, amely a horvátországi konfliktus politikai rendezésének feltételeit volt hivatott megteremteni. A tűzszünet végrehajtásáról szóló szarajevói egyezményt 1992. január 2-án írták alá, ezzel a hadjárat véget ért. Ennek ellenére a JNA-nak még több hónapba telt, mire kivonult Horvátországból, és az ENSZ békefenntartói felváltották. Csak 1991-ben a konfliktus több mint 7000 halálos áldozatot követelt, és 400–600 000 ember lakhelyének elvesztését okozta. A hadjárat eredményeként több mint 1700 személy tűnt el.

## Előzmények
1990-ben, a horvát szocialisták választási vereségét követően az etnikai feszültségek tovább fokozódtak. A Jugoszláv Néphadsereg (Jugoslovenska Narodna Armija – JNA) elkobozta Horvátország területvédelmi fegyvereit (Teritorijalna obrana – TO), hogy minimalizálja a lehetséges ellenállást. 1990. augusztus 17-én a fokozódó feszültség a horvátországi szerbek nyílt lázadásává fajult.A lázadás Dalmácia hátországának Knin körüli, túlnyomórészt szerbek lakta területein, valamint a Lika, Kordun, Banovina régiók és Kelet-Horvátország egyes részein zajlott. 1991 januárjában Szerbia Montenegró, valamint a szerbiai Vajdaság és Koszovó tartományok támogatásával kétszer is sikertelenül próbálkozott, hogy megszerezze a jugoszláv elnökség jóváhagyását a JNA bevetéséhez a horvát biztonsági erők leszerelésére.
A szerb felkelők és a horvát különleges rendőrség között márciusban vívott vértelen összecsapás után maga a JNA, Szerbia és szövetségesei támogatásával, kérte a szövetségi elnökséget, hogy adjon neki háborús jogosítványokat és hirdessen ki rendkívüli állapotot. A kérelmet 1991. március 15-én elutasították, és a JNA Slobodan Milošević szerb elnök irányítása alá került 1991 nyarán, amikor a jugoszláv szövetség szétesésnek indult. A hónap végére a konfliktus eszkalálódott, ami a háború első halálos áldozataihoz vezetett. A JNA ezután közbelépett, hogy támogassa a felkelőket, és megakadályozza a horvát rendőrség beavatkozását. Április elején a horvátországi szerb lázadás vezetői bejelentették, hogy az ellenőrzésük alatt álló területeket integrálják Szerbiával. Horvátország kormánya ezt az elszakadás aktusának tekintette.
1991 márciusára a konfliktus Horvátország függetlenségi háborújává fajult, majd 1991 júniusában, Jugoszlávia felbomlásával Horvátország kikiáltotta függetlenségét. A függetlenségi nyilatkozat három hónapos moratóriumot követően október 8-án lépett hatályba. A december 19-én a Krajinai Szerb Köztársaságra (RSK) átkeresztelt SAO Krajina ezután etnikai tisztogató akciókat indított a horvát civil lakosság ellen.
A fokozódó feszültségek szabályozását nehezítette az SAO Krajina növekvő támogatása, amelyet a Jugoszláv Néphadsereg (JNA) nyújtott. A horvát rendőrség képtelen volt megbirkózni a helyzettel, ami 1991 májusában a Horvát Nemzeti Gárda (ZNG) létrehozásához vezetett. Miközben a horvátországi katonai konfliktus tovább eszkalálódott a ZNG katonai erővé fejlesztését megnehezítette az ENSZ szeptemberben bevezetett fegyverembargója. Augusztus 26-án megkezdődött a konfliktus addigi legnagyobb fegyveres összecsapása, a vukovári csata.
1991 elején Horvátországnak nem volt reguláris hadserege, ezért védelmének megerősítése érdekében megduplázta rendőri erői létszámát, mely így 20 000 főre nőtt. A haderő leghatékonyabb részét a tizenkét zászlóaljba szervezett, a katonai egységek szerepét átvevő, 3000 fős különleges rendőrség jelentette. Emellett 16 zászlóaljba és 10 századba területi alapon szervezett 9-10 000 tartalékos rendőr is rendelkezésre állt. A tartalékos erőnek nem volt fegyvere. A helyzet romlására reagálva a horvát kormány a különleges rendőrzászlóaljakat négy, összesen mintegy 8000 fős, a Honvédelmi Minisztérium alárendeltségében álló gárdadandárba összevonva májusban létrehozta a horvát nemzeti gárdát (Zbor narodne garde - ZNG), amelynek élén Martin Špegelj nyugalmazott JNA tábornok állt. Az addigra 40 000 fősre bővült regionális rendőrséget is a ZNG-hez csatolták, és 19 dandárba és 14 önálló zászlóaljba szervezték át. A gárdadandárok voltak a ZNG egyetlen olyan egységei, amelyek kézifegyverekkel teljesen fel voltak fegyverkezve, viszont az egész ZNG-ben hiányoztak a nehézfegyverek, és nem volt parancsnoki és irányító struktúra. A nehézfegyverek hiánya olyan súlyos volt, hogy a ZNG a múzeumokból és filmstúdiókból származó második világháborús fegyvereket próbálta rendszerbe állítani. Akkoriban a horvát fegyverkészlet 30 ezer külföldön vásárolt kézi lőfegyverből és 15 ezer, korábban a rendőrség tulajdonában lévő fegyverből állt. Ekkor a gárdadandárokba vezényelt állomány pótlására egy új, 10 000 fős különleges rendőri egységet hoztak létre.
A horvát álláspont a JNA szerb lázadásban betöltött szerepéről 1991 januárjától fokozatosan alakult ki. Franjo Tuđman horvát elnök eredeti terve az volt, hogy az Európai Közösség (EK) és az Egyesült Államok támogatását megszerezze Horvátországnak, és figyelmen kívül hagyta a JNA horvátországi laktanyáinak és katonai létesítmények elfoglalására vonatkozó tanácsot. Tuđman álláspontját az a meggyőződése motiválta, hogy Horvátország nem tud háborút nyerni a JNA ellen. Április elején a horvátországi szerb lázadás vezetői kinyilvánították szándékukat, hogy az ellenőrzésük alatt álló, a horvát kormány által szakadár régiónak tekintett területet Szerbia területébe integrálják. A szerbek döntését a Horvát Köztársaság kormánya lázadásnak nyilvánította. 1991 júniusában Horvátország kikiáltotta függetlenségét Jugoszláviától. A feszültség végül teljes körű háborúba tört ki, amely 1995-ig tartott.

## Megelőző események
A JNA közvetlenül Horvátország ellen július elején Baranyában, Eszék városától északra avatkozott be először. Augusztus 1-jén kiűzték a horvát erőket Erdődből, Almásról és Dalyából, augusztus 22-én pedig egész Baranyából. 1991 nyarán a horvátországi szerb hadsereg uralma megszilárdult az irányítása alatt álló területeken. Banovinában július 26-án elfogták Glinát a ZNG-től. Ugyanezen a napon elfoglaltak két horvát rendőrőrsöt Hrvatska Kostajnica közelében, így elszigetelték a várost. A Fullánk hadművelet fedőnevű támadást a 7. Banija hadosztály hajtotta végre, élén a Dragan Vasiljković vezette knini különleges rendőrséggel. A kozibrodi rendőrőrs elfoglalását követően az első tömeggyilkosságot is a szerb erők követték el, amely során tíz elfogott rendőr és tizenhét civil vesztette életét.
A ZNG szeptember közepéig sikeresen védte a Hrvatska Kostajnicát. Augusztusban a JNA hadműveleti irányítása alatt működő horvátországi szerbek Eszék, Vukovár és a kelet-szlavóniai Vinkovce környékén összecsaptak a ZNG-vel. A kelet-szlavóniai harcok ezekben a városokban a JNA laktanyák ZNG blokádjához vezettek, és a harcot ottani helyőrségek elleni harcra korlátozták. Nyugat-Szlavóniában a horvátországi szerb milícia megpróbált előrenyomulni Daruvárba, de a ZNG Okucsány környékén és Pakráctól délre, mielőtt a JNA ütközőzónát alakított volna ki, megállította őket. A harcokat követően Horvátországot megakadályozták a Zágráb és Szlavónia közötti főbb közlekedési útvonalak használatában. Észak-Dalmáciában a JNA több összecsapást kezdeményezett a ZNG-vel, és a horvátországi szerb erőkkel hangolta össze előrenyomulását. Ezek a támadások augusztus 26-án Kijevo és szeptember 11-én a Maslenica híd elfoglalásával csúcsosodtak ki. A híd elfoglalása megszakította az utolsó megmaradt közúti összeköttetést Dalmácia és Horvátország többi része között. 1991 nyarán a ZNG teljesítménye még gyenge volt, mert híján volt a létszámnak és a fegyvereknek, és nem képviselt megfelelő erőt és nem gyakorolt ellenőrzést. A hivatásos ZNG csapatok jobban kiképzettek voltak ellenfeleiknél, kivéve a szerb állambiztonsági szolgálat által felállított knini különleges rendőrséget.
1991. szeptember 1-jén Tuđman elnök, annak ellenére, hogy ultimátumban követelte, hogy a JNA augusztus 31-ig térjen vissza laktanyába, elfogadta az EB által javasolt fegyverszüneti és békekonferencia megrendezését. Miután a jugoszláv elnökség is elfogadta ezt, a konferencia szeptember 7-én megkezdődött. Négy nappal később a szövetségi elnökség horvát tagja, egyben elnöke, Stjepan Mesić utasította a JNA-t, hogy 48 órán belül térjen vissza laktanyába. A lépést Tuđmannak az a meglátása motiválta, hogy amennyiben a konferencia a végtelenségig folytatódott volna, a ZNG területeket vesztett volna el. A parancsot az elnökség többi tagja vitatta, azonban indokolta Horvátországnak azt a lépését, hogy nyíltan szembeszálljon a JNA-val. Szeptember 14-én a ZNG és a horvát rendőrség megkezdve a laktanyai csatát, blokád alá vette és megszakította a közműveket a JNA összes olyan létesítményében, amelyhez hozzáfért. A ZNG 33 nagy JNA helyőrséget  és számos kisebb létesítményt, köztük határállomásokat, valamint fegyver- és lőszerraktárakat vont blokád alá Horvátországban. A ZNG gyorsan elfoglalta az elszigetelt létesítményeket és raktárakat, valamint számos jelentős JNA állást, és nagy mennyiségű fegyvert, köztük a JNA 32. (Varasdi) hadtestének teljes készletét, valamint a horvát TO-tól elkobzott szinte összes fegyvert lefoglalta. A JNA nyolc dandár felett, köztük egy páncélos és két gépesített dandár, valamint három tüzérezred felett vesztette el az irányítást, miközben a JNA ötödik katonai körzetében és annak katonai-tengerészeti körzetében további erők maradtak ostrom alatt. A laktanyacsata jelentőségét megerősítette az Egyesült Nemzetek Szervezete (ENSZ) fegyverembargójának szeptember 25-i bevezetése. Szeptemberben Anton Tust nevezték ki a Horvát Köztársaság Fegyveres Erői Vezérkarának főnökévé.

## A szembenálló erők
1991. szeptember elején a ZNG-nek 8000 tényleges állományú és 40 000 tartalékos katonája volt. A tényleges állományú csapatokból álló négy gárdadandár volt a ZNG egyetlen olyan egysége, amely teljesen fel volt szerelve kézi lőfegyverrel, de még nekik is hiányoztak a nehézfegyvereik. Az eredeti különleges rendőri egységekből a gárdadandárokhoz áthelyezett állomány pótlására 10 000 fős különleges rendőri erőt hoztak létre. Szeptemberben a horvátok kézi lőfegyverek készlete a korábban a rendőrség tulajdonában lévő 15 000 fegyver mellett 30 000 külföldön vásárolt kézi lőfegyverből állt. A laktanyacsata a ZNG-fegyverállományának jelentős növekedését eredményezte, az év végéig lehetővé téve a meglévő egységeinek teljes felfegyverzését, további 40–42 dandár felállítását, valamint összesen 200 000 katona és 40 000 rendőr felállítását. A ZNG 250 harckocsit, 400-500 nehéztüzérségi eszközt, 180 000 kézi lőfegyvert és 2 millió tonna lőszert zsákmányolt. Ezenkívül 3000, többségében horvát tiszt hagyta el a JNA-t, hogy csatlakozzon a ZNG-hez. 1991-ben a ZNG-t a Horvát Védelmi Erőket (horvátul Hrvatske obrambene snage, HOS) a Horvát Jogok Pártja által felállított milícia támogatta. A párt azt állította, hogy 3000 katonája van, de a rendőrség létszámukat mindössze 250 fegyveresre becsülte.
A JNA a csapatok kétlépcsős mozgósítását tervezte. A behívások első hullámát júliusban hajtották végre, és az volt a célja, hogy tényleges offenzíva megindítása nélkül félemlítse meg Horvátországot, lehetővé téve a fő egységek időben történő bevetését. Miután a mozgósítás első szakasza nem tudta elriasztani a horvát erőket, szeptember 15-én megkezdődött a második szakasz, mely a mozgósított állomány általi nagyarányú elutasítással, dezertálással és a hadjárat iránti lelkesedés hiányával találkozott. Ez a csapatok létszámának alacsony feltöltöttségét eredményezte, ami arra kényszerítette a JNA-t, hogy kevesebb gyalogsági egységet állítson fel, és bizonyos műveleti terveket feladjon. A mozgósításra különösen rosszul reagáltak Közép-Szerbiában, ahol a behívottaknak csak 26%-a jelentkezett szolgálatra. Mindazonáltal 1991 szeptemberében a JNA leszerelte azokat a sorkatonákat, akik teljesítették szolgálati idejüket, és egységeik elérték a tervezett létszám 73%-át. A mozgósítási problémák demoralizálták a JNA csapatait és parancsnokait. A JNA főparancsnoksága Miloševićhez intézett általános mozgósítási kérelmét a csapatok szintjének megerősítésére elutasították, mert Milošević nem hitte, hogy a hadjáratra szükség lesz, és nem is látszott megvalósíthatónak. A mozgósítási problémák ellenére a hadjárat támogatására bevetett JNA és területvédelmi erők a Jugoszláv Légierő és a Haditengerészet támogatásával körülbelül 145 000 katonából, 1100 harckocsiból, 700 egyéb páncélozott járműből és 1980 tüzérségi eszközből álltak.

## A hadjárat lefolyása

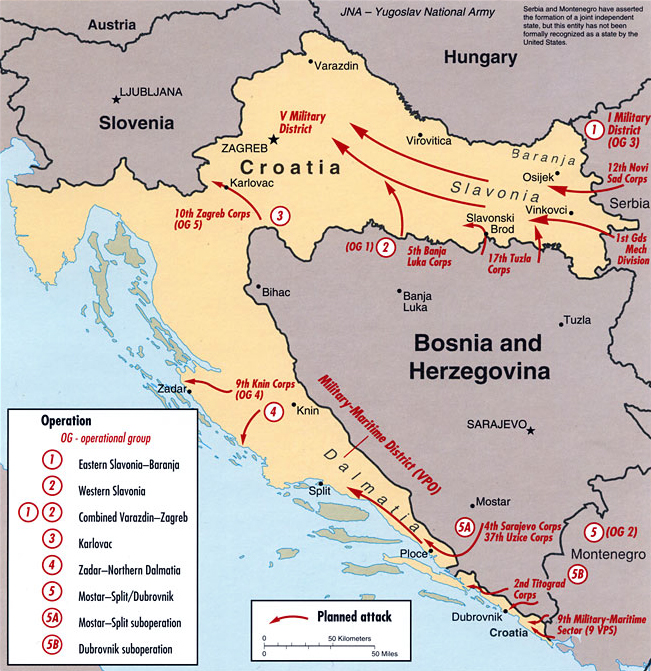
Az 1991-es horvátországi JNA hadjárat terve

A JNA tervet dolgozott ki Horvátország katonai legyőzésére, kormányának megdöntésére és Jugoszlávia fennmaradásához szükséges feltételek megteremtésére. A tervet 1991 szeptemberében a JNA helyőrségek ZNG általi ostromlásának figyelembevételével, beépítve a blokád feloldását a kampány céljai közé, módosították. A terv öt hadtestszintű hadműveletet tartalmazott, amelyek célja Horvátország légi és tengeri blokádja, a szerbek által lakott területek elfoglalása és a ZNG ostrom alatt álló laktanyák felszabadítása volt. A támadási tengelyek Gradiška–Verőce, Bihács–Károlyváros–Zágráb, Knin–Zára és Mostar–Split voltak. A páncélos és gépesített erők feladata Kelet-Szlavónia elfoglalása, valamint nyugat felé, Zágráb és Varasd felé történő előrenyomulása volt. Ezeket az irányokat határozták meg a hadjárat fő céljaiként. Végül Dubrovnik szárazföldi blokádját tervezték, amelyet, hogy támogassák a Split felé vezető utat, nyugat felé, a Neretva folyó felé történő előretöréssel párosítottak. A terv a célkitűzések megvalósítása után javasolta a JNA visszavonását Horvátország szerbek lakta területeire, illetve egész Horvátországból, de a források ebben a kérdésben ellentmondanak.

### A szeptemberi offenzíva
Kelet-Szlavóniában a JNA fegyveres ereje reagált vukovári helyőrségének ZNG ostromára, és 1991. szeptember 14-én csapatokat vetett be a laktanya felmentésére. Ettől a bevetéstől függetlenül a Horvátország elleni hadjárat fő csapása eredetileg szeptember 21-én indult volna. A terv szerint támadó erő déli hadműveleti csoportja az 1. gárda gépesített hadosztály vezetésével megszünteti a vinkovci JNA laktanya ZNG ostromát, és két-három napon belül eléri Nekcsét és Bródot. A következő négy-öt napban a csoportnak a Diakovár–Pozsega úton és a Zágráb–Belgrád autópályán keresztül, a jelentősebb népességi központok elkerülésével kellett elérnie az Okucsány–Suhopolje vonalat. A 12. (újvidéki) hadtestnek alárendelt északi hadműveleti csoport a terv szerint Eszéktől Nekcséig, majd nyugat felé, Belovár irányába haladt volna. A két műveleti csoport hozzávetőleg 57 000 katonából és 5 000 fős kisegítő személyzetből állt. A 17. (tuzlai) hadtest célként valószínűleg a Horvátország határát jelző Száva folyón Bródnál és Slavonski Šamacnál való átkelést kapta, hogy csatlakozzon az autópálya mentén haladó nyugat felé előrenyomuló erőkhöz, de az átkelés soha nem történt meg.

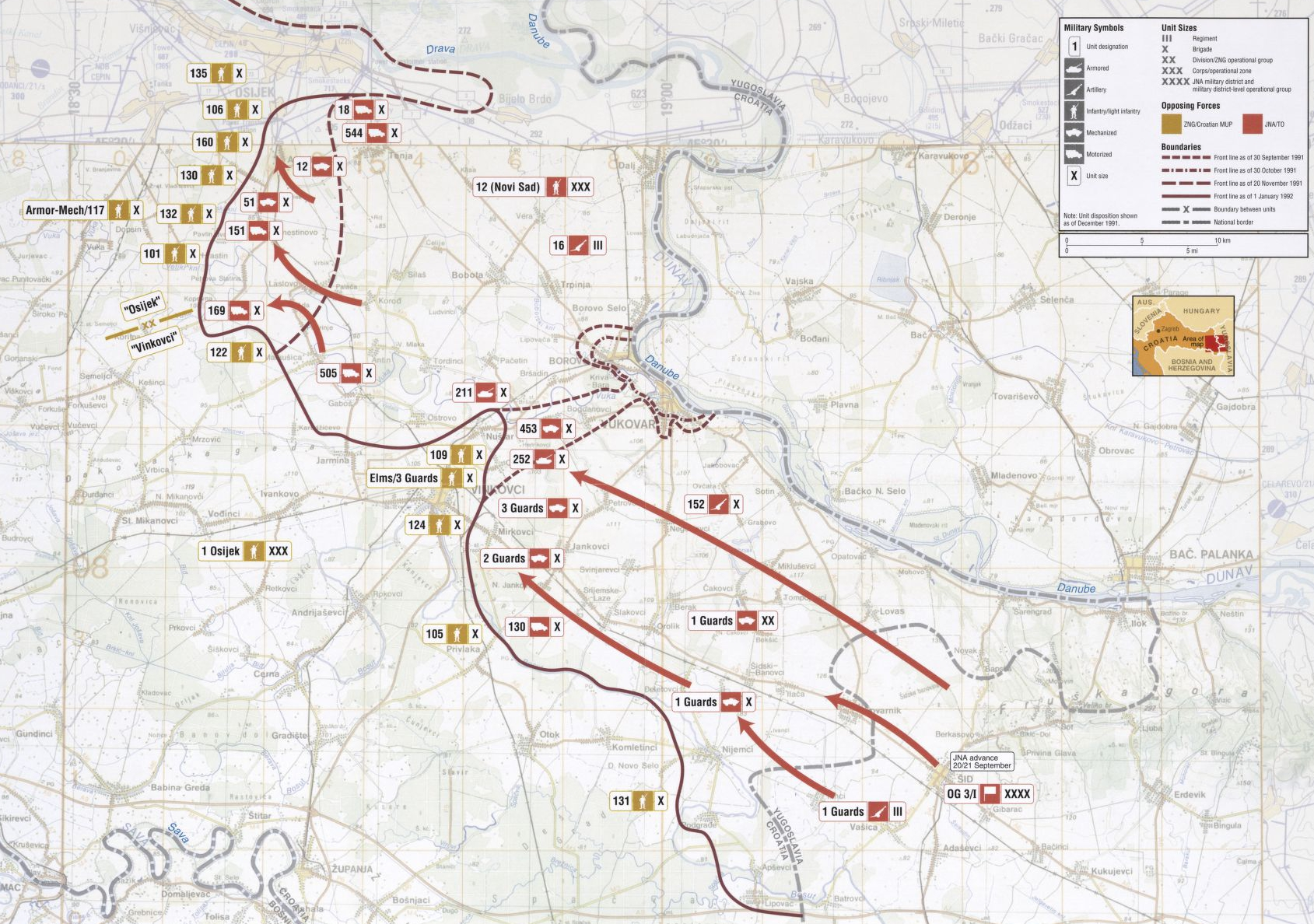
Az 1991-es JNA hadjárat Kelet-Szlavóniában

A hadjárat kezdetét végül egy nappal előrehozták szeptember 20-ra. Az ütemterv változása miatt a JNA 1. gárda gépesített hadosztálya felderítés és felkészülés nélkül érkezett meg Kelet-Szlavóniába. A Šid–Felsőtárnok–Ivanóc úton kialakult torlódás megakadályozta, hogy hidász egységei elérjék a Bosut (magyarul: Báza) folyót. Ez viszont megakadályozta, hogy az 1. gárdahadosztály átkeljen a folyón, és erőit Vinkovcétől keletre a Báza és a Duna közötti területre korlátozta. A hidász egységek mellett a hadosztályhoz nem csatlakozott sem a 80. gépesített dandár, amely a jelek szerint még a horvát határ elérése előtt szétesett, sem a 2. gárda gépesített dandár, amely a határ melletti Felsőtárnok és Illyefő között baráti tűz okozta bombázás áldozata lett. Az újvidéki hadtest több egysége is felbomlott, amikor az őt ért számos baráti tűzcsapás után harci morálja megromlott.
A banja lukai hadtest fő előrenyomulási iránya az Okucsánytól Daruvárig és a nyugat-szlavóniai Verőcéig, valamint másodlagos irányként az Okucsánytól Kutenya felé történő előrenyomulás volt. Ez a feladat összhangban volt azzal a vonallal, amelyet a keletről előrenyomuló JNA fő támadó ereje várhatóan egy hét alatt elért volna. A hadtest már Okucsány közelében a szeptember 21-én indult előrenyomulás támogatására bevetette a 265. gépesített dandár harccsoportját, és elérte a Papuk-hegységet. A hadtest az előrenyomulás során két gépesített dandárt és egy tüzérdandárt kapott erősítésként, de a Kelet-Szlavóniában tapasztalt morális problémák és dezertálások a banja lukai hadtestnél is jelen voltak. Az egyik ilyen esetben az erősítésként küldött 130. gépesített dandárt szeptember 29-re 280 fős zászlóaljszintű erőre csökkentették. A JNA-t Novszka, Újgradiska és Pakrác között a ZNG megállította annak ellenére, hogy a Bilo-hegység és Papuk területén Pakráctól északra, Verőce és Szalatnok közelében támogatásukra néhány horvátországi szerb milícia egység is állást foglalt.

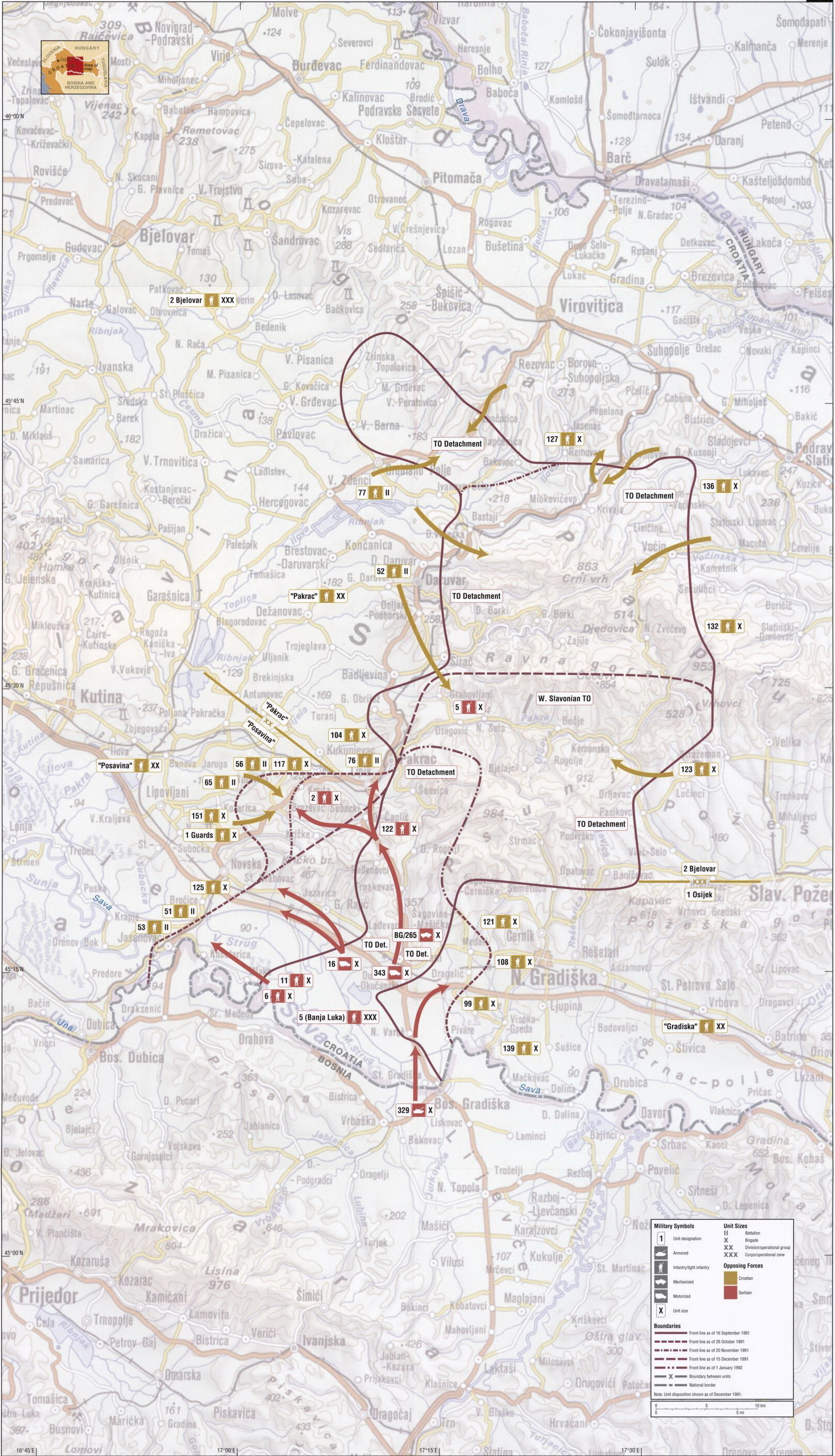
Az 1991-es JNA hadjárat Nyugat-Szlavóniában

A JNA knini hadteste, amely már teljesen mozgósított állapotban vetette be magát, 1991. szeptember 16-án kezdte meg a hadjáratot Észak-Dalmáciában és Dél-Likában. Szeptember 18-án elfoglalta Drništ, de két nappal később Pakovo Selóban, szeptember 22-én pedig Šibenik közelében, amikor megpróbálta elfoglalni a várost, vereséget szenvedett. A vereség után a hadtest a hónap hátralévő részében a likai Gospić környéki hadművelet kivételével beszüntette támadásait. Öt nappal azután, hogy a JNA és a Szerb Gárda félkatonai csapatai szeptember 22-én elveszítették állásaikat a városban, a knini hadtest elfoglalta Lovinacot. A Horvátország déli csücske közelében, Dubrovnik hátországában gyülekező JNA csapatok az užicei és a titogradi hadtest elemeiből álltak. A bosznia-hercegovinai mozgósítási problémák miatt szeptember végéig nem jutottak előre horvát földre. Banovinában a JNA szeptember 21-én elfoglalta Petrinyát, de nem sikerült további haladást elérnie. A JNA mozgósításának kudarca miatt a tervezett korduni hadművelet a Károlyváros környékén elfoglalt pozíciók megszilárdítására korlátozódott. Szeptember 15-én a jugoszláv haditengerészet egy hétre blokád alá vette a horvát adriai kikötőket, Pólát, Fiumét, Zárát, Splitet és Dubrovnikot.

### Csökkentett célok
Szeptember 30-án a JNA vezérkara csökkentette a hadjárat céljait, mert az megrekedt, és nem követte az eredeti tervet. A csökkentett célok támadó és védekező műveleteket, a Dalmáciában és Kelet-Szlavóniában harcoló horvát erőre mért döntő vereséget, valamint a létfontosságú horvátországi infrastruktúra elleni csapásokat jelentettek, annak érdekében, hogy megállapodás szülessen az ostromlott JNA létesítmények kiürítéséről. Míg egyes egységek még aznap megkezdték az új parancsok végrehajtását, valójában azok október 4-e előtt nem léptek teljesen hatályba. Október 3-án a jugoszláv elnökség szerb és montenegrói képviselői kijelentették, hogy egyedül ők lettek az ügyvezető szövetségi elnökség, és átvették a JNA irányítását. Két nappal később a JNA kérte, hogy az elnökség engedélyezze a hadjárathoz szükséges erők általános mozgósítást, de ezt Milošević megtagadta. Október 9-én, mivel a JNA erőfeszítései kudarcnak bizonyultak, parancsnokai formálisan elfogadták a Milošević által a JNA-ra kényszerített szerepet, és a horvátországi stratégiai céljait a szerbek lakta területek védelmére korlátozták.

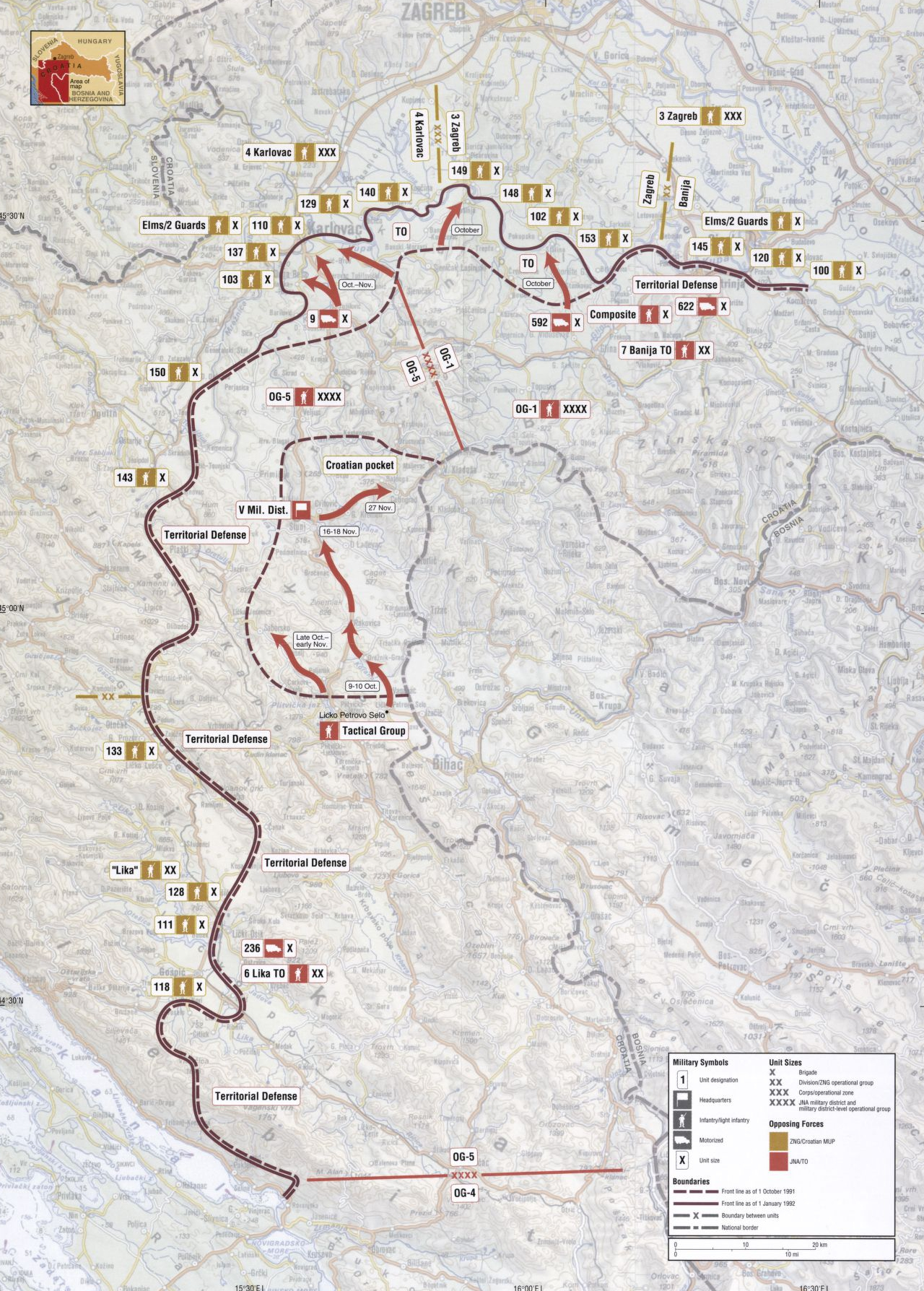
Az 1991-es JNA hadjárat a Banovina, Kordun és Lika területén

A JNA-nak a vukovári laktanya felmentésére irányuló erőfeszítése elhúzódó ostromba torkollott, 36 000 katonát és a Zágráb és Varasd felé tartó páncélos egységek jelentős részét hátráltatta. Vukovárt csak november közepén fogták el, de a győzelem pirruszinak bizonyult, mert teljesen megzavarta az egész hadjárat menetét. A vukovári csata során a JNA hivatalosan jóváhagyta a félkatonai önkéntesek bevonását a soraiba. Ezek közé tartozott a Fehér Sasok és a Szerb Önkéntes Gárda (SVG), amelyeket a szerb belügyminisztérium képezett ki. Október 12-én a szövetségi elnökség felhatalmazta a JNA-t, hogy bevonja az önkénteseket, mivel becslések szerint 150 000 ember emigrált Jugoszláviából, míg mások barátoknál vagy rokonoknál kerestek menedéket, hogy elkerüljék a JNA-ba való behívást. Vukovár elfoglalása után a JNA 12. hadteste és az SVG november 15–16-án a Bázán átkelve délnyugat felé, november 20-án pedig Vinkovce és Eszék között nyugatra nyomult előre, de a horvát erők (a ZNG-t időközben átnevezték Horvát Hadseregre, Hrvatska vojska – HV) még abban a hónapban feltartóztatták előrenyomulásukat. Života Panić tábornok, a JNA 1. katonai körzetének akkori parancsnoka szerint az előrenyomulás közvetlen célja Eszék és Zsupanya volt.
Banovinában a JNA elérte a Kulpa folyót, és szeptember 30-án elfoglalta annak teljes déli partját, kivéve a Nebojan, Sunja és Sziszek területén megtartott ZNG hídfőket. Itt nem sikerült további haladást elérni. A JNA további támadást kísérelt meg október 17–18-án a nebojani hídfő felé Novi Farkašićon keresztül, majd egy másikat Sunja felé november 2-án, de mindkét kísérlet kudarcot vallott. Október 4-én a JNA támadást kezdeményezett Kordunban, Károlyváros térségében, és két nappal később visszaszorította a ZNG-t Szluin térségébe. Október 8-án elérte a Kulpa és a Korana folyó partját, és a harcok intenzitása alábbhagyott. Az ellenségeskedések legnagyobb fellángolása a térségben november 4–5-én következett be, amikor a Károlyváros egyik külvárosában állomásozó JNA helyőrsége a logorištei csatában áttörte a ZNG ostromgyűrűjét, és a város keleti részén elérte a JNA által birtokolt területet. Délebbre a JNA november 17-én elfoglalta Szluint, november 29-én pedig Cetingradot, ezzel megszüntetve egy ZNG beékelődést Kordunban. A JNA likai tevékenysége a Gospić és Otocsán városok ágyúzására és légitámadásokra korlátozódott, és október 4-én tetőzött.

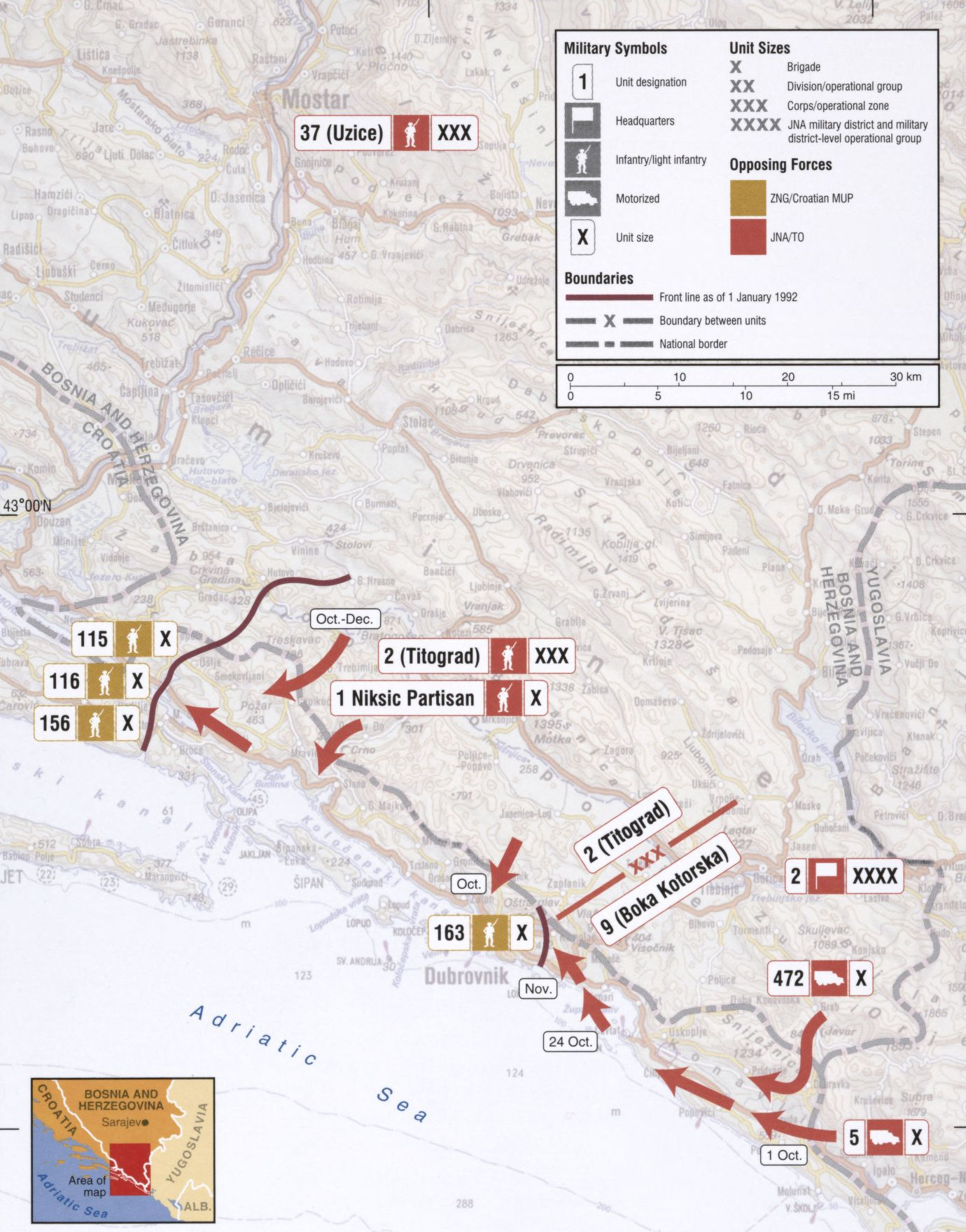
Az 1991-es hadjárat Dubrovnik környékén

Október 1-jén a JNA banja lukai hadteste, három nappal később a hadtest zömét igénybe vevő jelentős támadást előrevetítve támadásokat kezdeményezett Nyugat-Szlavóniában. Az előrenyomulás védelmi állásokat hozott létre közvetlenül Novszka és Újgradiska mellett, és október 8-án elfoglalta Jasenovacot. Négy nappal később elfoglalták Lipiket és Pakrác egy részét. Ekkorra a JNA hadjárata Nyugat-Szlavóniában elvesztette lendületét.
Észak-Dalmáciában a JNA knini hadteste október 4-én megtámadta Zárát, elérve annak külterületét, és másnap felszabadította a Šepurine laktanyát ZNG ostroma alól. A további előrenyomulást a ZNG megakadályozta, és október 7-én fegyverszünetet kötöttek. Két nappal később megállapodás született a JNA zárai létesítményeinek evakuálásáról, beleértve az ott tárolt berendezéseket is. Délebbre a JNA titogradi hadteste és haditengerészeti körzetének erői előrenyomultak Kelet-Hercegovinából és a Kotori-öbölből, és október 1-jén Dubrovniktól keletre és nyugatra nyomultak előre. A hónap végére ostrom alá vették a várost. A JNA-t ezen a hadszíntéren a montenegrói területvédelem is támogatta. Annak ellenére, hogy a várost védő horvát csapatok kevesen voltak a város kitartott, és egyre intenzívebb tüzérségi, tengeri és légi bombázásoknak állt ellen, amíg december 7-én tűzszünetet nem kötöttek a térségben. Mivel az ostrom a nemzetközi közvéleményt a horvát függetlenség elismerése irányába terelte, jelentős mértékben hozzájárult Szerbia és Jugoszlávia nemzetközi diplomáciai és gazdasági elszigetelődéséhez, valamint a Szerbia és Jugoszlávia agresszor államként történő megbélyegzésének kialakulását eredményezte.
A JNA Dubrovnik és Zára elleni támadásait a jugoszláv haditengerészet is támogatta, amely még két alkalommal vette blokád alá a partvidéket. Október 3-án a Pag felé közlekedő kompjáratok és a Kvarner-öböl szigetei kivételével leállították a horvátországi hajózást. A blokádot – Dubrovnik kivételével – október 11-én feloldották. A végső blokád, amely Dubrovnik mellett Fiume, Zára, Šibenik és Split kikötőihez is korlátozta a hozzáférést, november 8-án kezdődött. November 15-én a jugoszláv haditengerészet veszteségeket szenvedett, amikor sikertelenül támadta Splitet és Brač szigetét. A jugoszláv blokád az Adriai-tenger északi részén november 22-én ért véget, de az Adriai-tenger déli részén – Dubrovnik kivételével – csak december 3-án oldották fel.

### A horvát ellentámadás
Annak ellenére, hogy a függetlenségi nyilatkozatot előző nap a jugoszláv légierőnek a zágrábi elnöki hivatal elleni támadása előzte meg, a horvát hatóságok úgy ítélték meg, hogy a háborús helyzet már nem kritikus, és október 8-án Horvátország kikiáltotta függetlenségét Jugoszláviától. Ezt követte az október 12-iki horvát ellentámadás tervének elkészítésére vonatkozó parancs, valamint további három parancs a támadó hadműveletek megkezdésére, amelyeket november 20-ig adtak ki. A terv tartalmazta a JNA Eszéktől délre elhelyezkedő egységei elleni támadást, előrenyomulást Vinkovcétől délre, egészen a Bosut (Báza) folyóig, Jasenovac és az Okucsány–Lipik út visszafoglalását a Papuk és Psunj-hegység területének ellenőrzésére, valamint előrenyomulást Petrinya, Glina, Szluin, Korenica és Gračac felé, továbbá a Maslenica híd és az Obrovac–Gračac út visszafoglalását, valamint a JNA előrenyomulásának megállítását Dubrovniktól északnyugatra.

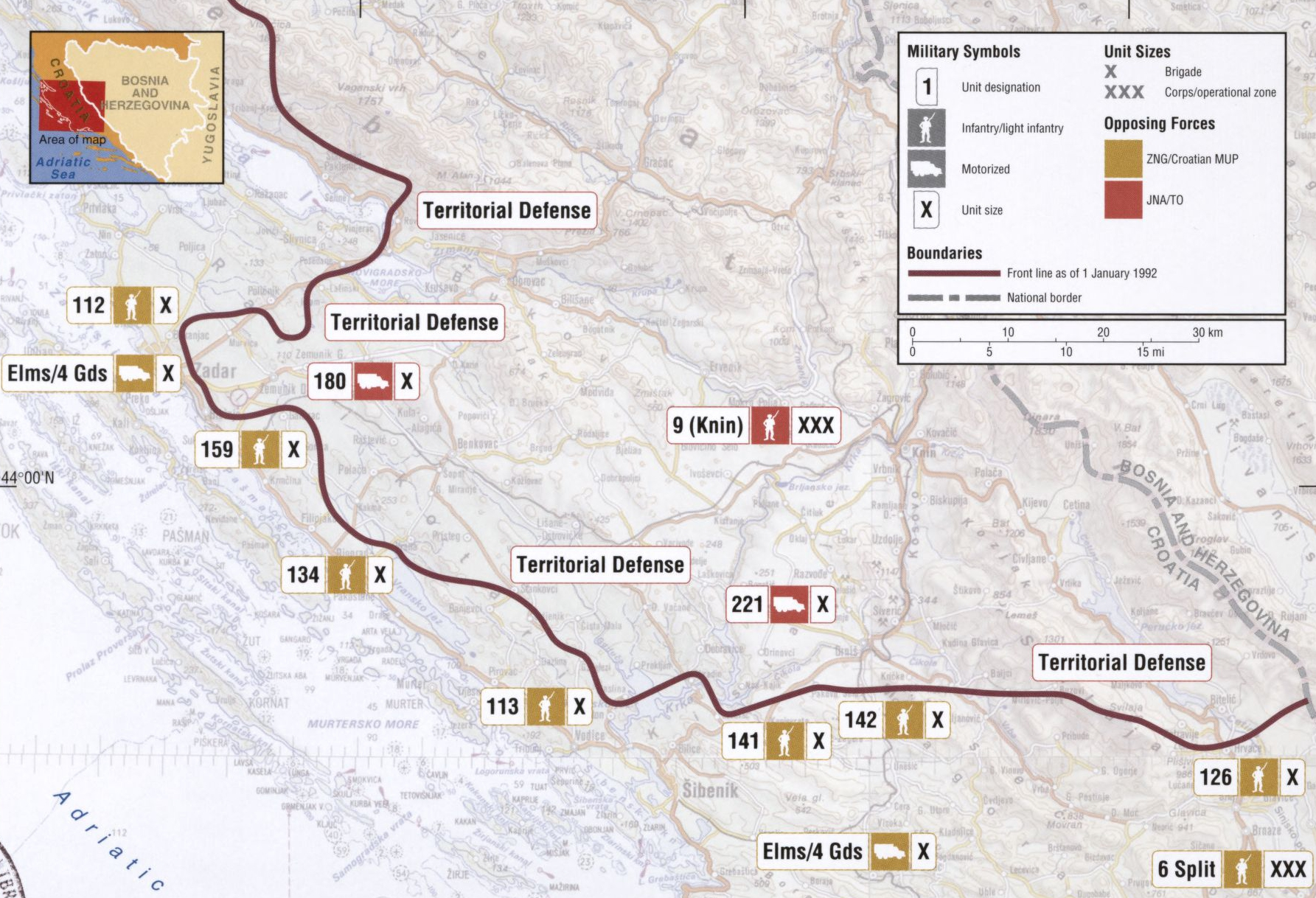
A hadihelyzet Dubrovnik vidékén 1992 januárjában

A terv végrehajtása a legjelentősebb eredményeket Nyugat-Szlavóniában hozta, ahol a horvát erők október 31-én kezdték meg támadásukat a JNA állásai ellen Grobosinctól (Grubišno Polje) Lipik felé, november 12-én pedig Újgradiskától Okucsány felé. November közepén kezdődött a Novszka–Okucsány vonal mentén történt újabb ellencsapás, mely december 9-re több falut is visszafoglalt, míg Lipiket december 7-én foglalták vissza a horvát erők. A Pakráctól északra fekvő Papuk és Bilo-hegységek területe, ahol a horvátországi szerb milíciát nem támogatta a JNA, ugyanebben az időszakban kerültek horvát ellenőrzés alá. December utolsó napjaiban kezdődött az Hurrikán–91 hadművelet fedőnevű horvát offenzíva az okucsányi terület visszafoglalására. A területet Pakrác, Novszka és Újgradiska irányából támadták meg. A horvát támadáss azonban, az Újgradiskától nyugatra fekvő rész kivételével nem haladt előre, de az eredmény még ott is nagyon korlátozott volt. Nemzetközi nyomásra Tuđman december 26-án leállította az offenzívát.
A második jelentős horvát offenzíva a Forgószél hadművelet volt, amelyet december 11-én indítottak a Kupla folyón túl. A horvát erők azt a feladatot kapták, hogy nyomuljanak előre Glina felé, de miután két napon belül csak egy keskeny hídfőt hoztak létre, a művelet kudarcot vallott. Likában az egyes falvakért vívtak csatákat, de egyik oldalon sem történt előrehaladás. A JNA november 21. és december 16. között Eszéktől délre elfoglalt négy falut, de a frontvonalak általában állandóvá váltak.

## Következmények
A JNA 1991-es horvátországi hadjárata patthelyzettel végződött, és mindkét fél elfogadta a nemzetközileg felügyelt tűzszünetet. November végén a JNA, miközben Milošević nem volt hajlandó elérni azokat a célokat, amelyeket már nem tartott megvalósíthatónak, már nem tehetett jelentős előrelépést. 1991 szeptembere és decembere között a horvát hadsereg számos fegyvert szerzett és jelentősen megnövelte harci képességeit. 1992. január közepére már 155 772 katonával, 216 harckocsival, 127 egyéb páncélozott járművel és 1108 tüzérségi eszközzel rendelkezett. Bár JNA Nyugat-Szlavóniában a katonai összeomlás szélére került, más hadszíntreken a HV is küszködött, és lőszerkészletei kimerültek, miközben az ENSZ fegyverembargója megakadályozta azok gyors utánpótlását. 1991 végére a konfliktusban 6000 horvát vesztette életét. További 23 000-en megsebesültek, és 400 000-en voltak kénytelenek lakóhelyüket elhagyni. Egyes források szerint akár 600 000 belső menekült is volt. A 6000 elesett között 3761 katona volt. A HV ellenoffenzívája Nyugat-Szlavóniában 20 000 szerb menekültet produkált. Amikor a JNA kivonulásra utasította a horvátországi szerb erőket az ott lakó szerbek is elmenekültek a területről, majd a JNA által ellenőrzött Baranyában telepítették le őket.
1991-ben és 1992 elején megközelítőleg 18 000 horvát állampolgár tűnt el, vagy tartották őket fogva a JNA és szövetségesei. Közülük körülbelül 8000-et rabosítottak internálótáborban Szerbiában, Montenegróban, Bosznia-Hercegovinában vagy a JNA által ellenőrzött horvát területeken. A táborokat Bégatárnok, Óécska, Szávaszentdemeter, Niš, Alexinac, Manjača, Banja Luka, Knin, Bucsje, Pélmonostor, Negoszlavce, Vukovár és Morinj településeken állították fel. A táborokban mintegy 300 fogoly halt meg. A foglyok többségét 1992 augusztusáig szabadon engedték. Az 1991-es hadjárat eredménye 1703 eltűnt ember volt. Mindkét fél számos atrocitást követett el a konfliktus során. A horvát erők által elkövetett legjelentősebb háborús bűn a gospići mészárlás volt. A szerb erők által elkövetett atrocitások sokkal nagyobb léptékűek voltak. A legjelentősebbek a Kijevóban elkövetett gyilkosságok, a vukovári mészárlás (a vukovári csata után több mint 200 hadifogoly meggyilkolása), valamint a dubrovniki bombázás voltak. Ezekért a háborús bűnökért ezt követően a volt Jugoszláviával foglalkozó nemzetközi büntetőtörvényszék indított eljárást, amelyet 1993-ban hoztak létre az Egyesült Nemzetek Szervezete Biztonsági Tanácsa 827. számú határozata alapján.
Az atrocitások arra késztették Németországot, hogy november közepén megadja Horvátországnak a diplomáciai elismerést. December végére az Egyesült Királyság, Franciaország és az Amerikai Egyesült Államok legyőzve a lépést ellenzők ellenállását, 1991. december 23-án hivatalosan is elismerte Horvátországot. A német döntést 1992. január 15-én a többi EK-tagállam is elismerte. A horvátországi szerbek 1991. december 21-én bejelentették Horvátország területének mintegy 30%-át kitevő, JNA fennhatósága alá tartozó területeken a Krajinai Szerb Köztársaság (RSK) megalakítását. Az RSK gazdaságilag és pénzügyileg teljes mértékben Szerbiától függött.
A harctereken kialakult patthelyzet az Egyesült Nemzetek Szervezete főtitkárának különmegbízottja, Cyrus Vance jugoszláviai diplomáciai küldetésének eredményeként lehetővé tette a Vance-terv végrehajtását. Vance munkáját Herbert Okun amerikai diplomata, és az Egyesült Nemzetek Szervezetének különleges politikai ügyekért felelős főtitkár-helyettese Marrack Goulding segítette. Célja a horvátországi ellenségeskedés tárgyalásos megszüntetése volt. A terv tűzszünetet, az ENSZ védett területeiként kijelölt területeken a civilek védelmét, valamint az ENSZ békefenntartóinak (UNPROFOR) horvátországi telepítését javasolta. A tervet Milošević, Kadijević és Tuđman is támogatta, és a svájci Genfben, 1991. november 23-án mindhárman aláírták az erről szóló Genfi Egyezményt. Az egyezmény rendelkezett a JNA laktanyák horvát blokádjának megszüntetéséről, a JNA személyzetének és felszerelésének Horvátországból történő kivonásáról, a tűzszünet végrehajtásáról és a humanitárius segélyek szállításának megkönnyítéséről.
Az egyezményt aláíró felek megállapodtak egy ENSZ horvátországi békefenntartó misszió bevetéséről is. A missziót ezt követően a jugoszláv kormány előző napon benyújtott, az ENSZ békefenntartóinak bevetésére vonatkozó hivatalos kérelmet követően az Egyesült Nemzetek Biztonsági Tanácsának november 27-i 721. számú határozata engedélyezte. A békefenntartók bevetéséhez szükséges tűzszünetet biztosító végrehajtási megállapodást Gojko Šušak horvát védelmi miniszter és a JNA 5. katonai körzet helyettes parancsnoka Andrija Rašeta írta alá a bosznia-hercegovinai Szarajevóban január 2-án. A tűzszünet január 3-án 18 órakor lépett hatályba, kivéve Dubrovnik környékét, ahol a JNA 1992. júliusáig a város környékén és Konavleban maradt. Dubrovnik tengeri blokádját 1992. május 26-án oldották fel. Szervezeti problémák és a tűzszüneti megállapodás megszegése miatt az ENSZ békefenntartóinak bevetése csak március 8-án kezdődött. Marko Attila Hoare történész úgy véli, hogy a Vance-terv mentette meg a horvátországi szerb lázadókat a teljes vereségtől.

## Fordítás
Ez a szócikk részben vagy egészben  a(z)   1991 Yugoslav campaign in Croatia című angol Wikipédia-szócikk ezen változatának fordításán alapul.  Az eredeti cikk szerkesztőit annak laptörténete sorolja fel. Ez a jelzés csupán a megfogalmazás eredetét és a szerzői jogokat jelzi, nem szolgál a cikkben szereplő információk forrásmegjelöléseként.